# 도다 다다쓰나

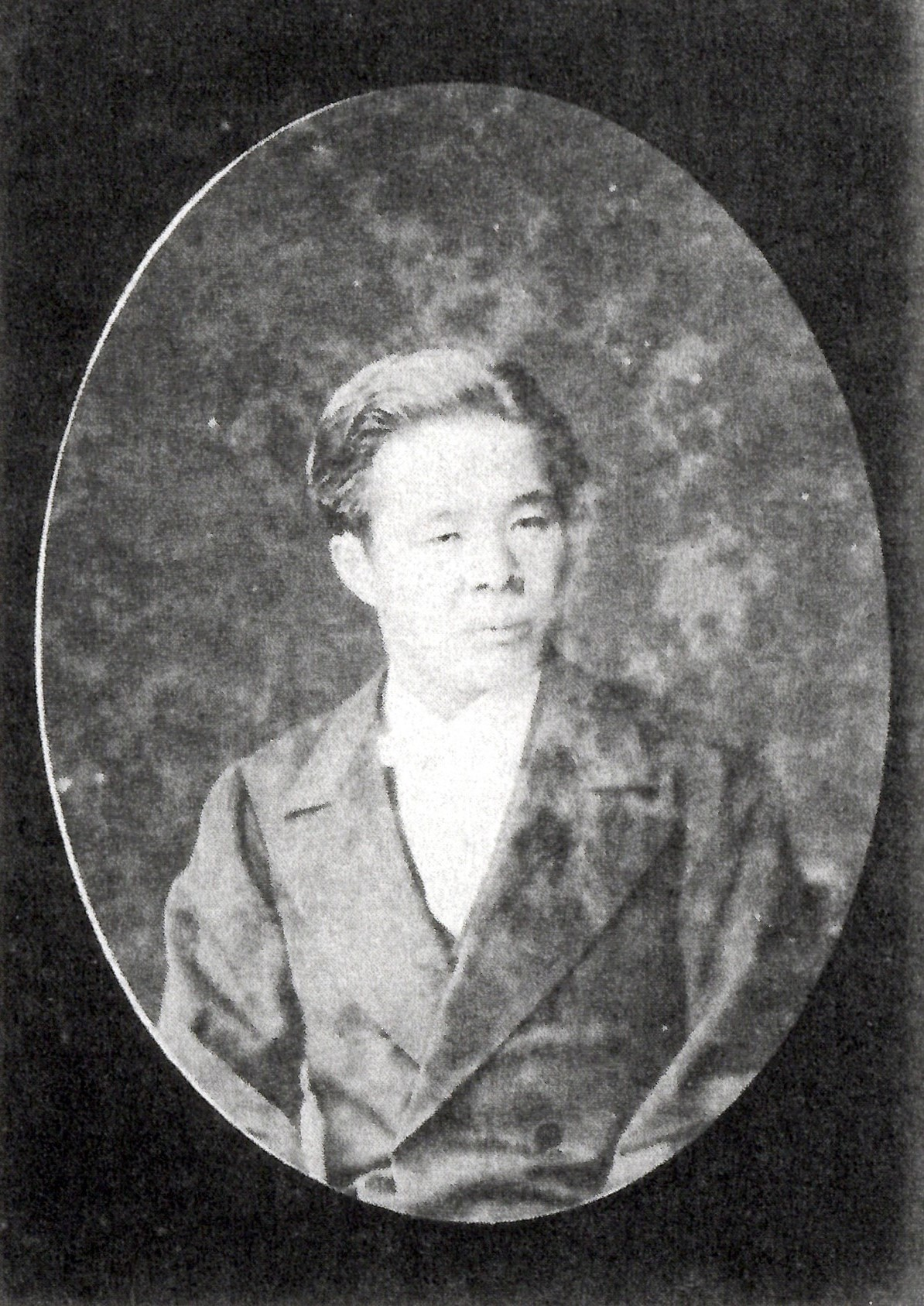
도다 다다쓰나

도다 다다쓰나(일본어: 戸田忠綱, 1840년 12월 26일 ~ 1922년 1월 28일)는 시모쓰케 다카토쿠 번 제2대 번주, 시모사 소가노 번지사를 지냈다.
| 전임 도다 다다유키 | 제2대 다카토쿠 번 번주 (도다가) 1869년 ~ 1870년 | 후임 소가노로 진야 이전 |

|  | 소가노 번 번주 (도다가) 1870년 ~ 1871년 | 후임 폐번치현 |